# Konrad Wysocki
Konrad Christoph Wysocki (* 28. März 1982 in Rzeszów, Polen) ist ein ehemaliger deutscher Basketballspieler. Der 104 kg schwere und 2,02 m große Flügelspieler stand im Laufe seiner Karriere bei mehreren Mannschaften der Basketball-Bundesliga unter Vertrag und spielte in Polen. Für die deutsche Nationalmannschaft stand er in 51 Länderspielen auf dem Feld.

## Laufbahn
Wysocki wurde in Polen geboren und wuchs im hessischen Lollar auf. 1998 ging er in die Vereinigten Staaten und spielte bis 2000 an der Greensboro Day School im Bundesstaat North Carolina.
Er studierte anschließend von 2000 bis 2004 Architektur an der Princeton University und spielte auch für die „Princeton Tigers“ in der Ivy League der NCAA.
2004 kehrte Wysocki nach Deutschland zurück und spielte während der Saison 2004/05 für die Düsseldorf Magics sowie die BG Göttingen in der 2. Bundesliga. In der Folgesaison kam er nach einer kurzen Station bei Erdgas Ehingen/Urspringschule (ebenfalls 2. Bundesliga) im Januar 2006 zum Bundesligisten ratiopharm Ulm. In seiner ersten kompletten BBL-Saison 2006/2007 kam er für Ulm auf durchschnittlich 19 Minuten Spielzeit und erzielte 8,1 Punkte und 4,4 Rebounds. In der Saison 2007/2008 kam Wysocki bereits auf über 30 Minuten pro Spiel, erzielte 13,1 Punkte und holte 7,8 Rebounds pro Spiel. In dieser Saison wurde Konrad Wysocki erstmals von den Fans in die Startformation der Südauswahl beim All-Star-Spiel gewählt.
2008 wechselte er innerhalb der Bundesliga von Ulm zu den Skyliners Frankfurt, wo er ein Jahr spielte, ehe er von 2009 bis 2012 beim polnischen Erstligaverein Turów Zgorzelec unter Vertrag stand. 2010 und 2011 wurde er mit Turów Vizemeister.
Im Sommer 2012 unterzeichnete Wysocki einen Vertrag über zwei Jahre beim Bundesligisten EWE Baskets Oldenburg. Nach Ablauf seines Vertrages erhielt Wysocki kein neues Angebot von den EWE Baskets und wechselte im Sommer 2014 zurück nach Polen. Dort schloss er sich der Mannschaft von Anwil Włocławek an. Nach nur einem Jahr wechselt er zurück in die Bundesliga zu den Crailsheim Merlins. Der Mannschaft blieb er auch nach dem Abstieg 2016 in die 2. Bundesliga ProA treu. Im Mai 2018 stieg er mit den Crailsheimern als Vizemeister der 2. Bundesliga ProA in die erste Liga auf. Im Saisonverlauf stand Wysocki in 39 Begegnungen auf dem Spielfeld und verbuchte auf dem Weg zum „Vize“-Titel im Schnitt 10,3 Punkte, 6,3 Rebounds sowie 3,9 Korbvorlagen je Partie. Im Anschluss an das Spieljahr 2018/19, in dem er mit Crailsheim den Bundesliga-Klassenerhalt schaffte, beendete Wysocki seine Profilaufbahn. In der letzten Saison seiner Zeit als Berufsbasketballer erzielte er in 34 Bundesligaspielen im Schnitt 8,1 Punkte pro Begegnung. Im Laufe seiner Karriere kam er auf insgesamt 256 Einsätze in der Bundesliga.

### Nationalmannschaft
2008 wurde er von Bundestrainer Dirk Bauermann in die deutsche A-Nationalmannschaft berufen und gab sein Länderspieldebüt Ende Juni ausgerechnet gegen sein Geburtsland Polen. Nach eigenen Aussagen hätte er auch gern für Polen gespielt, was auf Grund seiner doppelten Staatsangehörigkeit durchaus möglich gewesen wäre. Nur habe ihn niemand aus dem polnischen Basketballverband gefragt.
Ebenfalls 2008 fuhr er mit der deutschen A-Nationalmannschaft zu den Olympischen Spielen in Peking, für die er sich mit dem Team in einem Qualifikationsturnier in Athen qualifizierte. 2009 nahm er an der Europameisterschaft in Polen teil.
Wysocki bestritt insgesamt 51 A-Länderspiele, sein letztes war im August 2011 gegen Griechenland.

## Persönliches
Konrad Wysockis Bruder Kevin Wysocki spielte ebenfalls in der Basketball-Bundesliga, er stand von 2008 bis Ende des Jahres 2009 bei den New Yorker Phantoms Braunschweig als Doppellizenzspieler im Kader und kam auch für die Spot Up Medien Baskets Braunschweig in der 2. Bundesliga ProB zum Einsatz. Sein Vater Krzysztof Wysocki war Berufsbasketballspieler, spielte für Gießen in der Basketball-Bundesliga, ehe er Trainer wurde.

## Belege
1. ↑  Pro A - Konrad Wysocki im Interview
2. ↑  NCAA-Statistiken (Seite nicht mehr abrufbar, festgestellt im Dezember 2018. Suche in Webarchiven) (Seite nicht mehr abrufbar, festgestellt im April 2019. Suche in Webarchiven)  Info: Der Link wurde automatisch als defekt markiert. Bitte prüfe den Link gemäß Anleitung und entferne dann diesen Hinweis.
3. ↑  Spiegel Online, Hamburg Germany: Basketballer Konrad Wysocki: Springer zwischen den Welten - SPIEGEL ONLINE - Sport. In: Spiegel Online. Abgerufen am 11. Januar 2017.
4. ↑  Südwest Presse Online-Dienste GmbH: Pro A: Kapitän Konrad Wysocki bleibt an Bord. In: swp.de. 13. Juni 2016 (swp.de [abgerufen am 11. Januar 2017]).
5. ↑  Crailsheim Merlins - Merlins erobern Vechta und kratzen am Titel. Abgerufen am 6. Mai 2018.
6. ↑  2. Basketball-Bundesliga |   Kader. Abgerufen am 6. Mai 2018.
7. ↑  Südwest Presse Online-Dienste GmbH: Basketball Bundesliga: Crailsheim schafft Klassenerhalt: Hakro Merlins Crailsheim siegen gegen Oldenburg. 12. Mai 2019, abgerufen am 13. Mai 2019.
8. ↑  HAKRO Merlins Crailsheim, Saison 2018/19. In: Basketball-Bundesliga. Abgerufen am 13. Mai 2019.
9. ↑  3123 Konrad WYSOCKI. In: Basketball-Bundesliga. Abgerufen am 13. Mai 2019.
10. ↑  Nowitzki führt Deutschland zum Sieg gegen Polen: Basketball - WELT. In: DIE WELT. Abgerufen am 11. Januar 2017.
11. ↑  sport.pl (polnisch) (Seite nicht mehr abrufbar, festgestellt im Dezember 2018. Suche in Webarchiven)
12. ↑  Südwest Presse Online-Dienste GmbH: Ex-Nationalspieler schwärmt von Olympia, Dirk Nowitzki, kleinen Hallen und dem Familienleben. In: swp.de. 29. September 2015 (swp.de [abgerufen am 11. Januar 2017]).
13. ↑  Hans-Joachim Mahr: https://mahr.sb-vision.de/dbb/html/herren/spieler/spielespieler.aspx?spnr=186. In: mahr.sb-vision.de. Abgerufen am 11. Januar 2017.
14. ↑  Jan Szyszka: Seltenes Familientreffen. In: fr-online.de. 1. November 2008 (fr.de [abgerufen am 11. Januar 2017]).
15. ↑  ShinRa: „Meine Söhne sind wie die Klitschko-Brüder“ | skyliners.frblog.de. In: skyliners.frblog.de. Abgerufen am 11. Januar 2017.
16. ↑  Christoph Wysocki. In: BC Marburg e.V. Abgerufen am 22. Juli 2021.

| Personendaten    | Personendaten                                   |
| ---------------- | ----------------------------------------------- |
| NAME             | Wysocki, Konrad                                 |
| ALTERNATIVNAMEN  | Wysocki, Konrad Christoph (vollständiger Name)  |
| KURZBESCHREIBUNG | deutscher Basketballspieler polnischer Herkunft |
| GEBURTSDATUM     | 28. März 1982                                   |
| GEBURTSORT       | Rzeszów, Polen                                  |